# Robert L. Howze Jr.
Robert Lee Howze, Jr. (* 23. März 1903 in Washington, D.C.; † 14. April 1983 in Monterey, Kalifornien) war ein US-amerikanischer Generalmajor und Kommandierender General mehrerer Divisionen.

## Leben
Robert Howze stammte aus einer Familie mit starker militärischer Tradition. Sein Vater, Robert L. Howze, und sein Großvater mütterlicherseits, Hamilton S. Hawkins, waren Kadettenkommandanten in West Point gewesen. Sein jüngerer Bruder Hamilton H. Howze war einer der Väter der amerikanischen Heeresfliegerei.
Howze absolvierte die US-Militärakademie (Jahrgang 1925) und wurde dann, der Familientradition entsprechend, Kavallerieoffizier. Während des Zweiten Weltkriegs führte er das 36. gepanzertes Infanterieregiment (36th Armored Infantry Regiment), mit dem er an den schweren Kämpfen der Ardennenschlacht beteiligt war. Für seine Verdienste dabei wurde er mehrfach ausgezeichnet.
Nach dem Krieg absolvierte Howze eine Generalstabsausbildung am National War College (Abschluss 1947) und wurde dann zunächst Nachschuboffizier (G4) und 1951 mit gleichzeitiger Ernennung zum Brigadegeneral Chef des Stabes im Hauptquartier des U.S. Caribbean Command (heute United States Southern Command) in Fort Amador, Panama. 1952 bis 1954 war er stellvertretender Kommandant der Panzerschule der US-Armee in Fort Knox (U.S. Army Armor School) und von Juni 1955 bis Februar 1957 Kommandeur der 1. US-Panzerdivision, gefolgt von einer Verwendung als Chef des Stabes und stellvertretender Kommandierender General der 7. US-Armee und 6. US-Armee. 1962 trat er in den Ruhestand.
Howze kam 1983 bei einem Verkehrsunfall ums Leben. Er wurde auf dem Nationalfriedhof in San Francisco beigesetzt.

## Auszeichnungen
- Army Distinguished Service Medal
- Silver Star (2×)
- Legion of Merit
- Bronze Star